# NHK少年野球教室
NHK少年野球教室（エヌエイチケイしょうねんやきゅうきょうしつ）は、学生の夏休み期間にNHKで放送されていたテレビ番組。

## 概要
正しい野球の基本と心構えを身につけるための講座番組。収録地の小中学生が講義を受ける。　
1973年指揮官として前人未到のV9_(読売ジャイアンツ)達成した川上哲治は、1974年オフ勇退し55歳の誕生日1975年3月23日引退試合経て球団専務やNHKの野球解説者になってからは、少年野球の指導に熱心に取り組んでいた。川上が健在の頃は1976年から1992年まで毎年夏休みになると『NHK少年野球教室』の番組収録を兼ねて全国各地の中学生チームを対象に基本から打撃・守備などを各項目ごとに分け、川上だけでなくNHK野球解説者だった藤田元司、高田繁、山田久志など往年の名選手も加わって指導を行っていた。その際、川上から講師をしていた各解説者に対して「子供相手に上手く教えられないなら、いい解説なんて出来んぞ」とハッパを掛けられていたという。
テレビ放送が終了した現在でもNHK主催のイベント「NHKジュニアスポーツ教室」の野球部門として継続開催されている。
1986年にVHS全5巻が発売。

## 放送リスト
| 年   | 収録地           | 講師                                         | 初回放送日時                        | ch   |
| ---- | ---------------- | -------------------------------------------- | ----------------------------------- | ---- |
| 1976 | 東京都杉並区     | 川上哲治                                     | 1976年8月03日 - 8月06日 11:20-11:50 | 総合 |
| 1977 | 沖縄県那覇市     | 川上哲治                                     | 1977年8月03日 - 8月06日 11:20-11:50 | 総合 |
| 1978 | 北海道札幌市     | 川上哲治、藤田元司                           | 1978年8月01日 - 8月05日 11:20-11:50 | 総合 |
| 1979 | 大阪府寝屋川市   | 川上哲治、藤田元司、加藤進                   | 1979年7月23日 - 7月27日 11:20-11:50 | 総合 |
| 1980 | 広島県広島市     | 川上哲治、藤田元司                           | 1980年7月21日 - 7月25日 11:20-11:50 | 総合 |
| 1981 | 和歌山県和歌山市 | 川上哲治、加藤進、高田繁、広瀬叔功           | 1981年7月27日 - 7月31日 17:30-18:00 | 総合 |
| 1982 | 秋田県秋田市     | 川上哲治、高田繁、稲尾和久                   | 1982年7月26日 - 7月30日 17:30-18:00 | 総合 |
| 1983 | 愛媛県松山市     | 川上哲治、高田繁、加藤進、星野仙一           | 1983年7月25日 - 7月29日 17:30-18:00 | 総合 |
| 1984 | 福岡県大川市     | 川上哲治、高田繁、星野仙一                   | 1984年7月23日 - 7月27日 11:20-11:50 | 総合 |
| 1985 | 静岡県静岡市     | 川上哲治、藤田元司、瀧安治                   | 1985年7月22日 - 7月26日 12:00-12:30 | 教育 |
| 1986 | 滋賀県大津市     | 川上哲治、瀧安治、鈴木啓示、大橋勲           | 1986年7月28日 - 8月01日 12:00-12:30 | 教育 |
| 1987 | 高知県高知市     | 川上哲治、瀧安治、鈴木啓示、大橋勲、山本浩二 | 1987年7月20日 - 7月24日 12:00-12:30 | 教育 |
| 1989 | 岐阜県岐阜市     | 川上哲治、高田繁、梨田昌孝、山田久志         | 1989年7月24日 - 7月28日 12:00-12:30 | 教育 |
| 1990 | 宮城県古川市     | 川上哲治、高田繁、梨田昌孝、山田久志         | 1990年7月30日 - 8月03日 12:00-12:30 | 教育 |
| 1992 | 大分県中津市     | 川上哲治、瀧安治、梨田昌孝、村田兆治         | 1992年8月03日 - 8月07日 14:15-14:45 | 総合 |